# Horoya Athletic Club (club omnisports)
 (septembre 2024).
Si vous disposez d'ouvrages ou d'articles de référence ou si vous connaissez des sites web de qualité traitant du thème abordé ici, merci de compléter l'article en donnant les références utiles à sa vérifiabilité et en les liant à la section « Notes et références ».
Le Horoya Athletic Club est un club omnisports guinéen basé à Conakry et fondé en 1978. Le club est racheté en 2012 par un homme d'affaires Mamadou Antonio Souaré.Il  comprend trois sections : une section de football (masculin), une section de basket-ball et une section de handball.

## Sections

### Football
En 2012, Mamadou Antonio Souaré devient président du Horoya. Il fixe des objectifs ambitieux dès les premiers jours de son mandat. Il dispose pour cela des moyens financiers considérables. Il souhaite être un des meilleurs clubs du continent africain en remportant la ligue des champions de la CAF.

### Basket-ball
Le Horoya Basketball est fondé le 13 juillet 2013 au siège du HAC. Ousmane Camara et Ousmane Sibiri Toure en étaient les fondateurs.
Il avait été précédé par le Stade de Guinée, créé en 2006 toujours par Ousmane Momo Camara alors sociétaire de l’Université Club de Conakry, et par d’autres jeunes basketteurs (élèves et étudiants) qui se trouvaient au centre de formation, au stade du 28-Septembre. C’est en 2007 que l’équipe féminine vint s’ajouter aux masculins.
L’Horoya BasketBall comporte aujourd’hui 6 équipes : Seniors, Cadets et Minimes chez les hommes, Seniors, Minimes et Poussins chez les femmes.

### Handball
En 2010, Cheick Mounir Cissoko (président) et Fanta Kaba (directrice technique) créaient l’Espérance Handball Club de Conakry. Un club qui conservait cette dénomination durant trois ans. Puis le 13 juillet 2013 l’Espérance Handball Club cédait la place au Horoya AC.
Cheick Mounir Cissoko assura la présidence déléguée jusqu’au 31 mai 2015. Depuis le 1er juin 2015, il est passé chef de la section handball du HAC.

## Palmarès

### Basket-ball

#### Équipe Masculine
- Championnat de ligue 1
  - Champion en (2014,2015)
- Coupe Nationale de Guinée
  - Vainqueur en (2012,2013,2014,2015)
- Championnat de ligue 2
  - Champion en (2012,2013)